# Papai Coração
Papai Coração foi uma telenovela brasileira produzida pela TV Tupi e apresentada de 26 de abril de 1976 a 28 de janeiro de 1977.
Baseada na obra original de Abel Santa Cruz, foi escrita por José Castellar, com direção de Edison Braga e Atílio Riccó e supervisionada por Luiz Gallon. O ator Edson Celulari surgiu como figuração nesta novela antes de estrear em Salário Minimo de 1978.
Dos 200 capítulos originalmente exibidos, apenas 7 foram preservados, estando sob a guarda da Cinemateca Brasileira.

## Sinopse
Os problemas familiares do viúvo Mário com a irmã noviça, Rosário, e sua filha pequena Titina, que conversa com a mãe morta, Laura.

## Elenco
- Narjara Turetta - Titina
- Paulo Goulart - Mário
- Arlete Montenegro - Laura
- Selma Egrei - Irmã Rosário
- Joana Fomm - Paula
- Serafim Gonzalez - Dr. Renato
- Nicette Bruno - Sílvia
- Eleonor Bruno - Madre Superiora
- Renato Consorte - Padre Bernardo
- Yolanda Cardoso - Helena
- Adriano Reys - Estêvão
- Jonas Bloch - Ismael
- Beth Goulart - Irmã Carolina
- Bárbara Bruno - Alice
- Sílvio Rocha - Pedro
- Walderez de Barros - Irmã Matilde
- Elizabeth Hartmann - Maria da Graça
- Glauce Graieb - Eunice
- Kiko de Micheli - Henrique
- Henrique César - Pompeo
- Lizette Negreiros - Irmã Natércia
- Mara Miranda - Dulce
- Célia Paixão - Edna
- Rogério Márcico - Diogo
- Regina Nogueira - Irene
- Wilma de Aguiar - Fernanda
- Walter Prado - Gilberto
- Paulo Miesse (Paulo Goulart Filho) - Demo
- Luiz Antônio Piva - Dr. Eugênio
- Assunta Mantelli
- Geraldo Dey Rey - Ernesto
- Rofran Fernandes - Orlando
- Luiz Carlos de Moraes - Dr. Júlio
- Elizabeth Duda - Raquel
- Néa Simões - Ema
- Zodja Pereira
- Márcia Rita Huri
- Analy Alvarez
- Geny Prado
- Felipe Donovan
- Ana Luiza Lancaster
- Matheus Carrieri
- Solange Bueno
- Lúcia C. B. Paterno
- Silvana Jeanette Bomcompanha
- Débora Peckler
- Simone Ricart Pezetta
- Gladys Regina Vieira Miranda
- Lara Córdula Teixeira
- Cristiane Saturnino
- Denise Carvalho
- Meire de Castro
- Cláudia Maria Santos - Noviça
- Clotilde Favarin - Freira
- Ilde Gutierrez - Freira
- Magaly C. B. Postal - Noviça
- Maria Aparecida B. Granjo - Noviça
- Maria Cristina Lima do Amaral - Noviça
- Maria José Ferraz - Noviça
- Maria Luzinete - Noviça
- Marilda Ramos - Noviça
- Marlene Lettieri - Freira
- Mary Balciunas - Noviça
- Ricardina Rodrigues - Freira
- Rosely S. Cuartins - Noviça
- Rosely X. Siqueira - Noviça
- Thaís Rondon - Noviça
- Zélia Toledo - Noviça

## Trilha Sonora[3]
1. Tema para Titina - Beth Goulart
2. En Un Mundo Nuevo - Karina
3. Lluvia de Primavera - Bebu Silvetti
4. Flowers - Berto Pisano e sua orquestra
5. Mrs. Vanderbild - Miguel Ramos
6. Boquitas Pintadas - Waldo De Los Rios
7. I’ll Make It So Good - The Dramatics
8. Susanna Naif - Quartetto Cetra
9. Lost In Love - Freda Payne
10. Cara Bonita - Carlos Lyra
11. Kilimangiaro - Edd Dell’Orso
12. Tema para Titina - Orquestra Continental

- Sonoplastia e direção musical: José Moura
- Supervisão musical: Cayon Gadia
- Coordenação de produção: Alberto Ferreira

## Versões
- Em 1974, a novela foi produzida no México, com o nome de Mundo de Juguete.

- Na Argentina, a trama de 1973 ganhou um novo remake chamado Mundo de Muñecas, em 1986.

- A penúltima versão foi produzida em 2000 chamada Carita de Ángel. Produzida também no México, a novela é conhecida no Brasil, depois de ter sido transmitida pelo SBT entre 2001 a 2002.

- No dia 21 de Novembro de 2016, o SBT estreou uma nova versão da novela, baseada na mexicana Carita de Ángel, Carinha de Anjo.